# Maria Rosa da Câmara

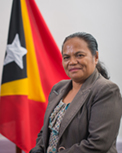
Maria Rosa da Câmara

Maria Rosa Bi Soi da Câmara (* 21. November 1962 in Samaliu, Loi-Huno, Portugiesisch-Timor) ist eine Politikerin aus Osttimor. Sie ist Gründungsmitglied der Partei Congresso Nacional da Reconstrução Timorense (CNRT) und Vizepräsidentin des nationalen Vorstands der Partei (Conselho Diretiva Nacional CDN).

## Werdegang

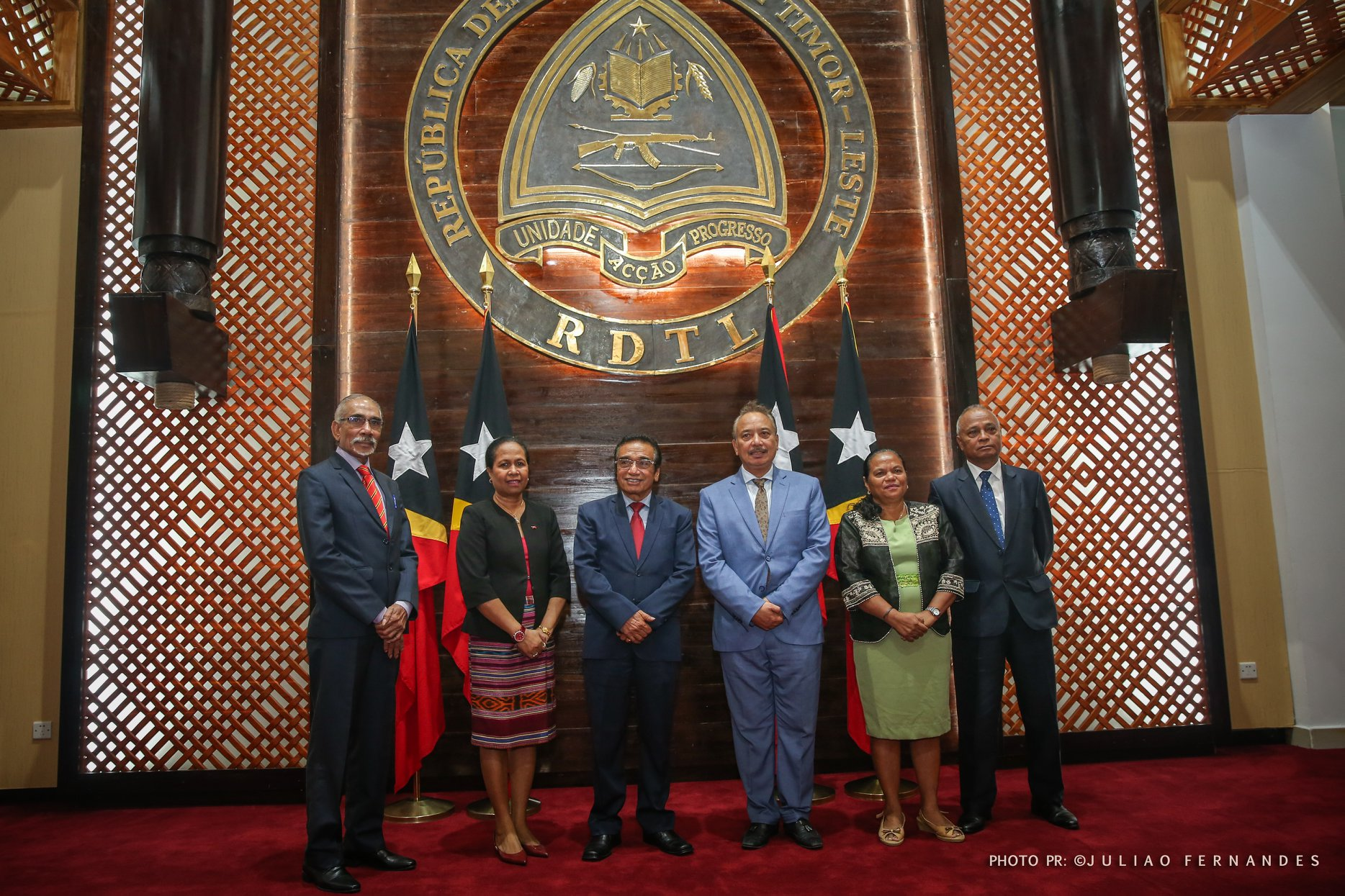
Maria Rosa da Câmara (2.v.r.) als CNRT-Vertreterin bei Staatspräsident Francisco Guterres (2020)

Câmara schloss ihre Schulausbildung mit der zweiten Klasse der Grundschule ab.
Seit 2007 ist sie Abgeordnete im Nationalparlament Osttimors. 2012 wurde sie wiedergewählt. Bei den Parlamentswahlen in Osttimor 2017 kandidierte Câmara auf Listenplatz 18 des CNRT und schaffte erneut den Wiedereinzug in das Nationalparlament Osttimors als Abgeordnete. Hier war sie Mitglied in der Kommission für Außenangelegenheiten, Verteidigung und nationale Sicherheit (Kommission B). 2017 wurde Câmara auf dem Parteikongress zur stellvertretenden Vorsitzenden des CNRT gewählt. Nach der Auflösung des Parlaments 2018 trat Câmara bei den Neuwahlen am 12. Mai auf Listenplatz 27 der Aliança para Mudança e Progresso (AMP) an, zu der auch der CNRT gehört, und zog erneut in das Parlament ein. Nun war sie Mitglied der Kommission für Bildung, Gesundheit, soziale Sicherheit und Gleichstellung der Geschlechter (Kommission F) und Präsidentin der Kommission zur Internen Kontrolle, Ethik und Pflichten der Abgeordneten.
Bei den Parlamentswahlen 2023 erhielt Câmara Platz 9 auf der Liste des CNRT und erneut einen Sitz im Nationalparlament.

## Auszeichnungen
Als Veteranin des bewaffneten Widerstands gegen die indonesische Besatzung ist Câmara seit 2013 Trägerin des Ordem da Guerrilha.